# Cavares

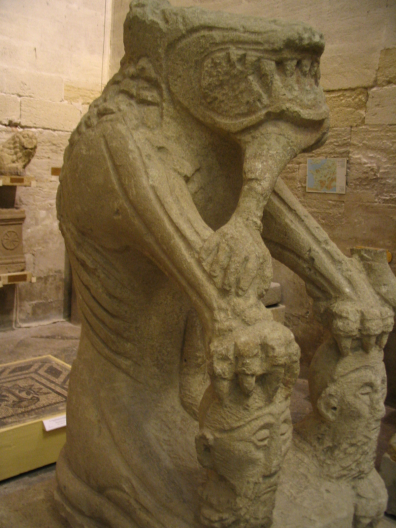
Tarasque aus Noves

Die Cavares (auch Cavari) waren ein gallischer Stamm, möglicherweise auch ein Bündnis von Stämmen im niederen Rhônetal zwischen der Mündung der Durance und jener der Isère. Als Festungen der Cavares gelten Avennio, Arausio, Cabellio, Valentia und Vienna. Heute werden die Segallauni, die Tricastani, die Salluvier, die Albici und die Vocontier als benachbarte Stämme angesehen. Schon in früher Zeit sollen die Cavares romanisiert worden sein.
Das Wort Cauares entstammt wohl dem Gallischen und bedeutet so viel wie „die Helden; die Sieger“; es ist vergleichbar mit dem Alt-irischen caur („Held; siegreicher Krieger“) und dem Walisischen cawr „Riese; Held“.
Im Rom galten cavarische Schinken als besonderes Spezialität.
Die Statue des Tarasque aus Noves, ausgestellt im Musée Calvet in Avignon, wird den Cavares zugeschrieben.